# Honda P50

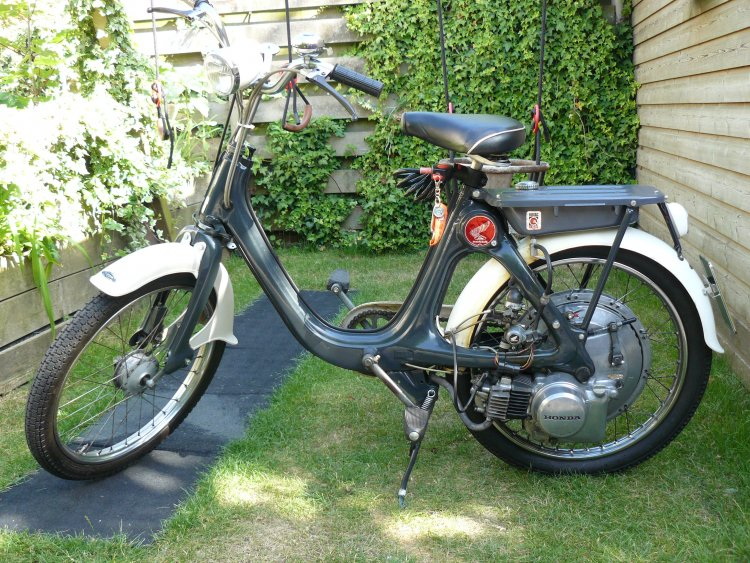
Honda P50

De Honda P50 is een bromfietsmodel met een viertaktmotor van Honda.
In juni 1966 werd de Honda P50 geïntroduceerd met een specifiek kenmerk: de motor was geplaatst in het achterwiel, terwijl die noviteit door vele bromfietsfabrikanten eind jaren 1950 was verlaten. In Nederland werd, na een bezoek van Nederlandse Honda-dealers in de fabriek van Japan, de P50 voorzien van 19 inch wielen in plaats van de gebruikelijke 17 inch wielen die buiten Nederland waren toegestaan. De Honda P50 was veelal voorzien van Europese onderdelen, wat het lastig maakt deze brommer te restaureren, omdat de Duitse, Italiaanse, Franse of Nederlandse onderdelen niet meer te krijgen zijn. De Honda P50 is de eerste in de reeks van de zogenaamde Little Honda’s als de Honda PC50, PS50, Novio en Amigo. De P50 was echter wel een afwijkende brommer in vergelijking met zijn tijdgenoten vanwege het ontbreken van achtervering en de al eerder genoemde motor in het achterwiel. Het werd geen verkoophit en in 1969 stopte de productie van de Honda P50.